# Oberonia tjisokanensis
Oberonia tjisokanensis är en orkidéart som beskrevs av Johannes Jacobus Smith. Oberonia tjisokanensis ingår i släktet Oberonia och familjen orkidéer. Inga underarter finns listade i Catalogue of Life.